# Xã Windsor, Quận Berks, Pennsylvania
Xã Windsor (tiếng Anh: Windsor Township) là một xã thuộc quận Berks, tiểu bang Pennsylvania, Hoa Kỳ. Năm 2010, dân số của xã này là 2.279 người.